# Le Coudray-Saint-Germer

Le Coudray-Saint-Germer este o comună în departamentul Oise, Franța. În 1 ianuarie 2022 avea o populație de 857 de locuitori.